# Kolo sreće (kviz)
Kolo sreće televizijski je kviz koji je prvi puta emitiran na NBC-u 1975. Nakon toga su prava za emitiranje otkupile mnoge druge svjetske tv kuće.
U Hrvatskoj kviz se emitirao od 25. listopada 1993. do 21. lipnja 2002. na HRT-u. Od 2015. do 2017. redizajnirana emisija ponovno se emitirala na RTL-u.

## Pravila kviza
U svakom krugu natjecatelji pogađaju suglasnike koji im pomažu u otkrivanju traženog pojma. Igrač okreće kolo sreće te kada se kolo zaustavi na određenom novčanom iznosu natjecatelj pogađa određeni suglasnik. Ako taj suglasnik postoji u traženom pojmu, natjecatelju se na račun pribraja taj iznos te ponovno okreće kolo sreće i pogađa sljedeći suglasnik. Ako natjecatelj koji je na redu za odgovaranje pogodi traženi pojam time postaje pobjednik toga kruga. Pobjednik emisije je natjecatelj koji je ukupno osvojio najveći iznos.

## Hrvatska verzija Kola sreće
U našoj verziji kviza dugogodišnji voditelj bio je Oliver Mlakar. U redizajniranom kvizu voditelj je Boris Mirković. Voditelj aktivno podržava natjecatelje i tijekom cijelog kviza je afirmativan.